# Wahlkreis Inverness, Nairn, Badenoch and Strathspey
| Inverness, Nairn, Badenoch and Strathspey |
| ----------------------------------------- |
| Inverness, Nairn, Badenoch and Strathspey |
| Bestehen                                  |
| 2005-2024                                 |
| Abgeordneter                              |
| Drew Hendry (SNP)                         |
| Regionen                                  |
| Highland                                  |

Inverness, Nairn, Badenoch and Strathspey war ein Wahlkreis für das Britische Unterhaus in der schottischen Council Area Highland. Er wurde im Jahre 2005 im Wesentlichen aus den Gebieten des aufgelösten Wahlkreises Inverness East, Nairn and Lochaber gebildet, dem Gebiete des Wahlkreises Ross, Skye and Inverness West zugeschlagen wurden. Der Wahlkreis entsendete einen Abgeordneten.

## Wahlergebnisse

### Unterhauswahlen 2005
| Ergebnisse der Unterhauswahlen 2005 im Wahlkreis | Ergebnisse der Unterhauswahlen 2005 im Wahlkreis | Ergebnisse der Unterhauswahlen 2005 im Wahlkreis | Ergebnisse der Unterhauswahlen 2005 im Wahlkreis |
| Partei                                           | Kandidat                                         | Stimmen                                          | %                                                |
| ------------------------------------------------ | ------------------------------------------------ | ------------------------------------------------ | ------------------------------------------------ |
| Liberal Democrats                                | Danny Alexander                                  | 17.830                                           | 40,3                                             |
| Labour                                           | David Stewart                                    | 13.682                                           | 30,9                                             |
| SNP                                              | David Thompson                                   | 5.992                                            | 13,5                                             |
| Conservative                                     | Robert Rowantree                                 | 4.579                                            | 10,3                                             |
| Green                                            | Donnie MacLeod                                   | 1.065                                            | 2,4                                              |
| Publican                                         | Donald Lawson                                    | 678                                              | 1,5                                              |
| Socialist                                        | George MacDonald                                 | 429                                              | 1,0                                              |

### Unterhauswahlen 2010
| Ergebnisse der Unterhauswahlen 2010 im Wahlkreis | Ergebnisse der Unterhauswahlen 2010 im Wahlkreis | Ergebnisse der Unterhauswahlen 2010 im Wahlkreis | Ergebnisse der Unterhauswahlen 2010 im Wahlkreis | Ergebnisse der Unterhauswahlen 2010 im Wahlkreis |
| Partei                                           | Kandidat                                         | Stimmen                                          | %                                                | ±                                                |
| ------------------------------------------------ | ------------------------------------------------ | ------------------------------------------------ | ------------------------------------------------ | ------------------------------------------------ |
| Liberal Democrats                                | Danny Alexander                                  | 19.172                                           | 40,7                                             | +0,4                                             |
| Labour                                           | Mike Robb                                        | 10.407                                           | 22,1                                             | −8,8                                             |
| SNP                                              | John Finnie                                      | 8.803                                            | 18,7                                             | +5,2                                             |
| Conservative                                     | Jim Ferguson                                     | 6.278                                            | 13,3                                             | +3,0                                             |
| Christian                                        | Donald Boyd                                      | 835                                              | 1,8                                              | +1,8                                             |
| Green                                            | Donnie Macleod                                   | 789                                              | 1,7                                              | −0,7                                             |
| UKIP                                             | Ross Durance                                     | 574                                              | 1,2                                              | +1,2                                             |
| TUSC                                             | George McDonald                                  | 135                                              | 0,3                                              | +0,3                                             |
| The Joy of Talk                                  | Kit Fraser                                       | 93                                               | 0,2                                              | +0,2                                             |

### Unterhauswahlen 2015
| Ergebnisse der Unterhauswahlen 2015 im Wahlkreis | Ergebnisse der Unterhauswahlen 2015 im Wahlkreis | Ergebnisse der Unterhauswahlen 2015 im Wahlkreis | Ergebnisse der Unterhauswahlen 2015 im Wahlkreis | Ergebnisse der Unterhauswahlen 2015 im Wahlkreis |
| Partei                                           | Kandidat                                         | Stimmen                                          | %                                                | ±                                                |
| ------------------------------------------------ | ------------------------------------------------ | ------------------------------------------------ | ------------------------------------------------ | ------------------------------------------------ |
| SNP                                              | Drew Hendry                                      | 28.838                                           | 50,1                                             | +31,2                                            |
| Liberal Democrats                                | Danny Alexander                                  | 18.029                                           | 31,3                                             | −9,2                                             |
| Labour                                           | Mike Robb                                        | 4.311                                            | 7,5                                              | −14,6                                            |
| Conservative                                     | Edward Mountain                                  | 3.410                                            | 5,9                                              | −7,4                                             |
| Green                                            | Isla O’Reilly                                    | 1.367                                            | 2,4                                              | +0,7                                             |
| UKIP                                             | Les Durance                                      | 1.236                                            | 2,1                                              | +0,9                                             |
| Christian                                        | Donald Boyd                                      | 422                                              | 0,7                                              | +0,7                                             |

### Unterhauswahlen 2017
| Ergebnisse der Unterhauswahlen 2017 im Wahlkreis | Ergebnisse der Unterhauswahlen 2017 im Wahlkreis | Ergebnisse der Unterhauswahlen 2017 im Wahlkreis | Ergebnisse der Unterhauswahlen 2017 im Wahlkreis | Ergebnisse der Unterhauswahlen 2017 im Wahlkreis |
| Partei                                           | Kandidat                                         | Stimmen                                          | %                                                | ±                                                |
| ------------------------------------------------ | ------------------------------------------------ | ------------------------------------------------ | ------------------------------------------------ | ------------------------------------------------ |
| SNP                                              | Drew Hendry                                      | 21.042                                           | 39,9                                             | −10,2                                            |
| Conservative                                     | Nicholas Tulloch                                 | 16.118                                           | 30,5                                             | +24,6                                            |
| Labour                                           | Mike Robb                                        | 8.552                                            | 16,2                                             | +8,7                                             |
| Liberal Democrats                                | Ritchie Cunningham                               | 6.477                                            | 12,3                                             | −19,0                                            |
| Christian                                        | Donald Boyd                                      | 612                                              | 1,2                                              | +0,4                                             |

### Unterhauswahlen 2019
| Ergebnisse der Unterhauswahlen 2019 im Wahlkreis | Ergebnisse der Unterhauswahlen 2019 im Wahlkreis | Ergebnisse der Unterhauswahlen 2019 im Wahlkreis | Ergebnisse der Unterhauswahlen 2019 im Wahlkreis | Ergebnisse der Unterhauswahlen 2019 im Wahlkreis |
| Partei                                           | Kandidat                                         | Stimmen                                          | %                                                | ±                                                |
| ------------------------------------------------ | ------------------------------------------------ | ------------------------------------------------ | ------------------------------------------------ | ------------------------------------------------ |
| SNP                                              | Drew Hendry                                      | 26.247                                           | 47,9                                             | +8,0                                             |
| Conservative                                     | Fiona Fawcett                                    | 15.807                                           | 28,8                                             | −1,7                                             |
| Liberal Democrats                                | Robert Rixson                                    | 5.846                                            | 10,7                                             | −1,6                                             |
| Labour                                           | Lewis Whyte                                      | 4.123                                            | 7,5                                              | −8,7                                             |
| Green                                            | Ariane Burgess                                   | 1.709                                            | 3,1                                              | +3,1                                             |
| Brexit Party                                     | Les Durance                                      | 1.078                                            | 2,0                                              | +2,0                                             |